# 張春梅
張春梅（越南语：／，1900年—？），越南阮朝官員，廣南省人。

## 生平
1900年出生於廣南省明鄉，父親曾任太僕寺卿一職。
1925年任興元府商佐。1926年任瓊瑠知縣。1929年任綏安知府。1930年任弘化知府。1933年任承天府丞。1936年任乂安布政使。1938年，被派至位於巴黎的法國殖民部工作。1939年，任參知。
保大十五年（1940年）正月至保大十八年（1943）八月任承天府尹。

## 榮譽
- 法國榮譽軍團勳章騎士勳位（1941年）
- 大南龍星軍官勳位
- 柬埔寨王家勳章軍官勳位（1942年）
- 明農佩星軍官勳位
- 大南龍星指揮官勳位[2]